# William Hepburn Armstrong

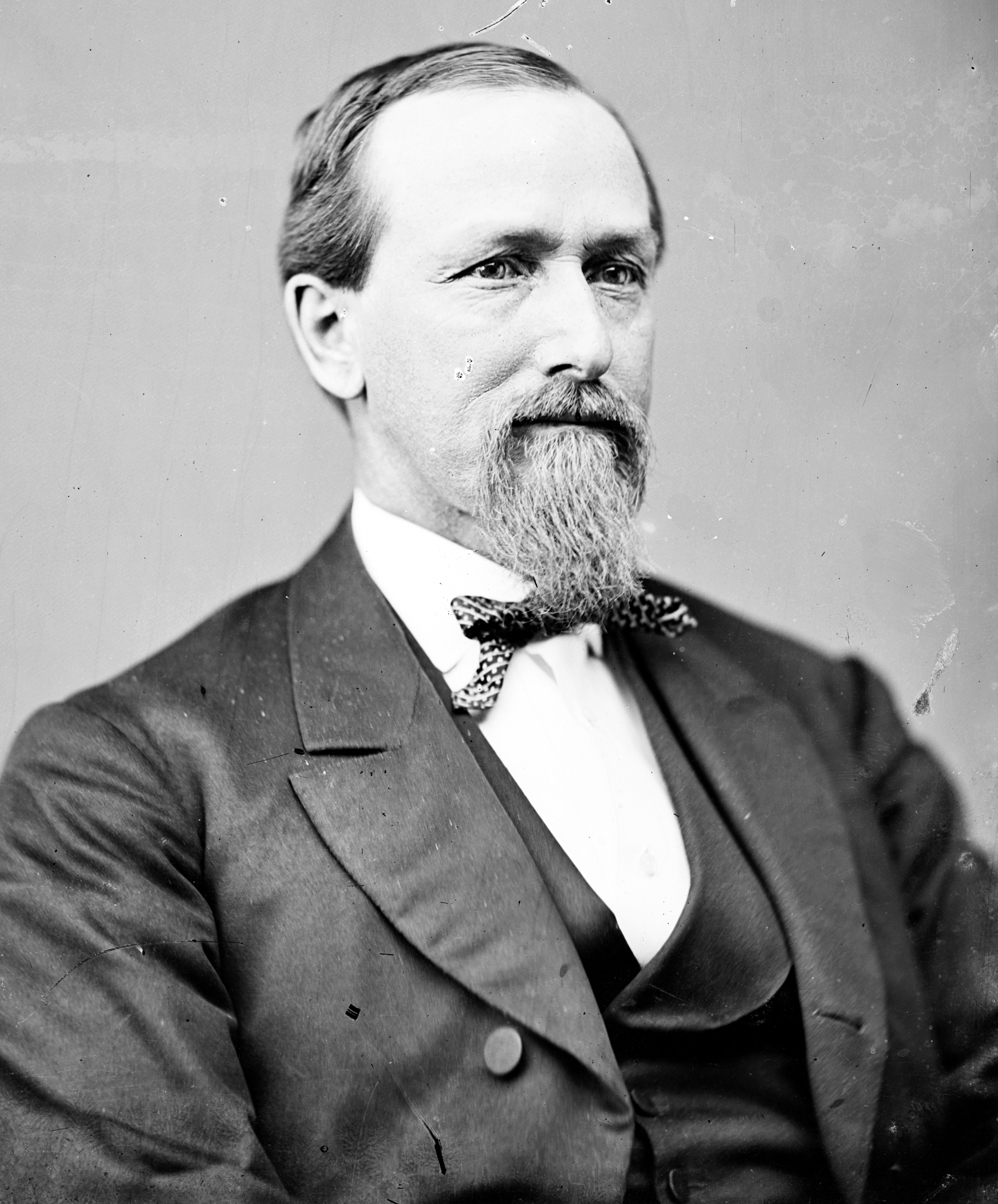
William Hepburn Armstrong

William Hepburn Armstrong (* 7. September 1824 in Williamsport, Pennsylvania; † 14. Mai 1919 in Wilmington, Delaware) war ein US-amerikanischer Politiker. Zwischen 1869 und 1871 vertrat er den Bundesstaat Pennsylvania im US-Repräsentantenhaus.

## Werdegang
William Armstrong besuchte die öffentlichen Schulen seiner Heimat und danach bis 1847 das Princeton College. Nach einem anschließenden Jurastudium und seiner Zulassung als Rechtsanwalt begann er in Williamsport in diesem Beruf zu arbeiten. Politisch schloss er sich der Republikanischen Partei an. In den Jahren 1860 und 1861 war er Abgeordneter im Repräsentantenhaus von Pennsylvania. 1862 lehnte er den ihm angebotenen Posten des vorsitzenden Richters im 26. Gerichtsbezirk seines Staates ab.
Bei den Kongresswahlen des Jahres 1868 wurde Armstrong im 18. Wahlbezirk von Pennsylvania in das US-Repräsentantenhaus in Washington, D.C. gewählt, wo er am 4. März 1869 die Nachfolge von Stephen Fowler Wilson antrat. Da er im Jahr 1870 nicht bestätigt wurde, konnte er bis zum 3. März 1871 nur eine Legislaturperiode im Kongress absolvieren.
Präsident Ulysses S. Grant bot ihm nach seiner Zeit als Kongressabgeordneter das Amt des Indianerbeauftragten an, welches Armstrong aber ablehnte. Zwischen 1882 und 1885 war er stattdessen Eisenbahnbeauftragter. Ansonsten praktizierte er bis 1898 in Washington und Philadelphia als Anwalt; danach zog er sich in den Ruhestand zurück. Er zog nach Wilmington in Delaware, wo er am 14. Mai 1919 im Alter von 94 Jahren verstarb.